# European Community Championship 1998
Lo European Community Championship 1998 è stato un torneo giocato sul cemento ad Anversa in Belgio. È stata la 16ª edizione dello European Community Championship, facente parte dell'ATP International Series Gold nell'ambito dell'ATP Tour 1998.

## Campioni

### Singolare maschile
Greg Rusedski ha battuto in finale  Marc Rosset con il punteggio di 7–6(3) 3–6 6–1 6–4

### Doppio maschile
Wayne Ferreira /  Evgenij Kafel'nikov hanno battuto in finale  Tomás Carbonell /  Francisco Roig con il punteggio di 6–3 7–5